# Papirus 51
Papirus 51 (według numeracji Gregory-Aland), oznaczany symbolem {\displaystyle {\mathfrak {P}}^{51}} – grecki rękopis Nowego Testamentu, spisany w formie kodeksu na papirusie. Paleograficznie datowany jest na IV lub V wiek. Zawiera fragmenty Listu do Galacjan.

## Opis
Zachowały się fragmenty kodeksu z tekstem Listu do Galacjan 1,2-10.13.16-20.
Nomina sacra pisane są skrótami.
Nie jest wliczany do wczesnych rękopisów Nowego Testamentu.

## Tekst
Tekst rękopisu reprezentuje aleksandryjską tradycję tekstualną. Kurt Aland zaklasyfikował go do kategorii II.

## Historia
Jest jednym z rękopisów odkrytych w Oksyrynchos. INTF datuje go na IV lub V wiek.
Tekst rękopisu opublikowany został w 1941 roku, przez Edgara Lobel, C. H. Robertsa i E. P. Wegenera. Kurt Aland umieścił go na liście rękopisów Nowego Testamentu, w grupie papirusów, dając mu numer 51.
Rękopis datowany jest przez INTF na ok. 400 rok.
Obecnie przechowywany jest w Ashmolean Museum (P. Oxy 2157) w Oksfordzie.